# Marcillé-Robert
Marcillé-Robert (bret. Marc'helleg-Roperzh) – miejscowość i gmina we Francji, w regionie Bretania, w departamencie Ille-et-Vilaine.
Według danych na rok 1990 gminę zamieszkiwało 837 osób, a gęstość zaludnienia wynosiła 41 osób/km² (wśród 1269 gmin Bretanii Marcillé-Robert plasuje się na 642. miejscu pod względem liczby ludności, natomiast pod względem powierzchni na miejscu 488.).